# Two dogs fuckin'
Two dogs fuckin', prvi studijski album hrvatskog rock sastava Let 3. Objavljen je 1989. godine u izdanju diskografske kuće Helidon.
Pjesme ˝Izgubljeni˝, ˝Sam u vodi˝, ˝Ne trebam te˝ i ”U rupi od smole” sastav i danas često izvodi prilikom svojih koncertnih nastupa.

## Popis pjesama
| Br. | Skladba           | Trajanje |
| --- | ----------------- | -------- |
| 1.  | »Sam u vodi«      | 5:40     |
| 2.  | »Ne trebam te«    | 3:44     |
| 3.  | »U rupi od smole« | 5:22     |
| 4.  | »Armada«          | 3:42     |
| 5.  | »Ciklama«         | 0:25     |
| 6.  | »Izgubljeni«      | 3:32     |
| 7.  | »Zora«            | 4:54     |
| 8.  | »Niotkuda«        | 4:52     |
| 9.  | »Veliki dan«      | 5:16     |

## Izvođači
- Damir Martinović Mrle - vokal, bas-gitara
- Zoran Prodanović Prlja - vokal
- Ivica Dražić Miki - gitara, vokal
- Nenad Tubin - bubnjevi, vokal
- Igor Perković Gigi - gitara

### Produkcija
- Goran Lisica Fox - producent
- Toni Jurij - snimatelj
- Janez Križaj - miks., programiranje